# Graphania toroneura
Graphania toroneura är en fjärilsart som beskrevs av Edward Meyrick 1901. Graphania toroneura ingår i släktet Graphania och familjen nattflyn. Inga underarter finns listade i Catalogue of Life.